# Strada Statale 48 delle Dolomiti
Die Strada Statale 48 delle Dolomiti (Abkürzung: SS 48) ist eine italienische Staatsstraße in Norditalien, die von Auer über Cortina d’Ampezzo bis nach Auronzo di Cadore führt. Sie liegt in den italienischen Regionen Venetien und Trentino-Südtirol und weist eine Gesamtlänge von 182 km auf. Der in Südtirol befindliche Abschnitt wird auf Deutsch auch als Dolomitenstraße bezeichnet, der in Venetien gelegene Abschnitt ist seit den 2000er Jahren als Strada Regionale 48 (SR48) ausgewiesen. In ihrem zentralen Abschnitt ist die SS 48 mit der historischen „Großen Dolomitenstraße“ identisch.

## Verwaltung
Seit 1998 ist die Zuständigkeit von ANAS an die autonomen Provinzen Bozen und Trient übergegangen, der Abschnitt in Venetien untersteht seit 2001 als Strada Regionale SR 48 der Region und wird von der öffentlich-rechtlichen Betreibergesellschaft Veneto Strade Spa. verwaltet. Im Einzelnen sind die jeweiligen Betreiber für folgende Teilstücke zuständig:
- Autonome Provinz Bozen – Südtirol im Teilstück Auer bis San-Lugano-Sattel; Gesamtlänge des Abschnittes 16,430 km;
- Autonome Provinz Trient im Teilstück San-Lugano-Sattel bis Pordoijoch; Gesamtlänge des Abschnittes 59,350 km;
- Veneto Strade Spa. im Teilstück Pordoijoch bis zum Straßenende der SR 18 bei Auronzo di Cadore; Gesamtlänge des Abschnittes 83,820 km.[4]

## Streckenverlauf
Die Strecke beginnt in Auer im Unterland, einem Südtiroler Abschnitt des Etschtals, steigt von dort Richtung Osten rasch über Serpentinen auf und erreicht am San-Lugano-Sattel das Trentino und dann den ersten Ort Cavalese. Bei Cavalese trifft sie auf die das Cembratal erschließende SS 612 und die zum Lavazèjoch ansteigende SS 620.
Die Strecke durch das Fleimstal (Val di Fiemme) führt von Cavalese nordwärts nach Predazzo, wo sie die SS 50 kreuzt. Nächster Ort ist Moena am Beginn des Fassatales (Val di Fassa). Bei Canazei kommt die SS 242 vom nördlich gelegenen Sellajoch herunter und die SS 48 führt steil mit vielen Serpentinen auf das Pordoijoch auf 2239 m. Dort ist auch die Grenze zwischen dem Trentino und Venetien.
Dann geht es hinunter über kühn angelegte Straßentrassen durch das Livinallongotal zuerst leicht südwärts und dann nordwärts auf den Falzaregopass mit 2105 m. Jenseits des Passes erreicht man dann Cortina d’Ampezzo, den bekannten Touristenort. Bei Cortina im Valle del Boite kreuzt die SS 51 die SS 48.
Die SS 48 führt ostwärts weiter und man erreicht einen weiteren Pass, nämlich den Passo Tre Croci mit 1809 m.
Wieder im Tal gabelt sich die Straße:
- Richtung Norden führt die SS 48 bis nördlich am Misurinasee bis nach Schluderbach, wo sie in einer T-Kreuzung auf die SS 51 trifft (nördlich geht es dort nach Toblach),
- Richtung Süden führt die SS 48 zuerst südwärts und dann in einer langen Linkskurve durch ein unbesiedeltes Tal nach Auronzo di Cadore, den Hauptort im Cadore. Auf diesen 30 km führt ein Radwanderweg in etwa parallel zur Straße bis zum Stausee bei Auronzo.[5]

Die Strecke führt dann wieder südwärts und trifft auf die SS 52 an der sie endet.

## Tourismus und Natur
Die Straße ist von Bedeutung für den Tourismus, da sie zahlreiche Alpenpässe mit spektakulären Straßen mit Alpenserpentinen und starkem Gefälle beinhaltet.
Die Straße bietet ebenfalls faszinierende Blicke auf die höchsten Dolomitengipfel wie den Rosengarten, die Marmolada und die Marmarole-Gruppe.
Weiters hat man von der Straße gute Chancen, Hochgebirgstiere zu sehen.
Die Straße bietet Blicke auf Wildbäche, tiefe Schluchten, Täler und auch Hochgebirge, da die höchsten Pässe auf über 2000 Metern liegen.
Die Straße stellt eine wichtige Verbindung der Alpentäler und wichtige touristische Funktionen dar.
Die Straße gehört zur Großen Dolomitenrundfahrt.